# Nonnula sclateri
La monjilla de Sclater, macurú de pecho ocre o monjita de barbilla leonada (Nonnula sclateri) es una especie de ave piciforme de la familia Bucconidae.

## Hábitat y distribución
Su hábitat natural son los bosques húmedos a baja altitud tropicales o subtropicales. Puede encontrarse en Bolivia, Brasil y Perú. Aunque su población no ha sido cuantificada, se considera que es un ave poco común.